# La jeune lune tient la vieille lune toute une nuit dans ses bras
 (mars 2015).
- Si vous ne connaissez pas le sujet, laissez ce bandeau (vous pouvez alors contacter les auteurs).
- Si vous supprimez le contenu mis en cause (vous pouvez préalablement contacter les auteurs),

argumentez précisément cette suppression dans la page de discussion
(un manque de référence n'est pas un argument ; une recherche réelle de référence doit avoir été effectuée, être formellement documentée).

La jeune lune tient la vieille lune toute une nuit dans ses bras est un spectacle du théâtre de l'Aquarium créé en décembre 1976.
Il est joué à La Cartoucherie de Vincennes, où la troupe est installée, depuis 1973, avec d’autres théâtres militants ou engagés, comme le Théâtre du Soleil ou le Théâtre de la Tempête. Troupe engagée, l’Aquarium, après les expulsions abusives – Marchands de Ville – ou les inégalités sociales – L’Héritier ou les étudiants pipés – s’attache cette fois à parler des usines en grève. La pièce parle du milieu ouvrier et des occupations d’usines, véhiculant des convictions politiques fortes et reflétant un véritable engagement des comédiens auprès des ouvriers. Les enjeux politiques et sociaux n’excluent toutefois pas un travail esthétique important, fortement inspiré des théories brechtiennes.

## Contexte économique et politique
Une pièce ancrée dans son époque
À la suite des évènements de Mai 68, les années 1970 sont marquées par un déferlement de revendications communes, renforcé par deux chocs pétroliers successifs. Ces deux chocs pétroliers, en 1973 et en 1979, conduisent la France à une situation de crise. C’est la fin de la période des « trente glorieuses ». Le chômage, assez rare à l’époque, croît ; on voit apparaître de longues files d’attente devant les locaux de l’ANPE. Une « queue d’un million cinq cent mille chômeurs », indique le théâtre de l’Aquarium en ouverture de La jeune lune tient la vieille lune toute une nuit dans ses bras. À la fin des années soixante-dix, le chômage devient une réelle menace, et des usines commencent à fermer. On assiste aux premiers soulèvements ouvriers : ils occupent des usines, séquestrant parfois leurs supérieurs, afin d’empêcher le démantèlement des fabriques, et pour sauver leurs emplois. On comptera, parmi ces usines, la CIP, entreprise textile de Haisne-La-Bassée dans le Nord, une usine de chaussures à Fougères, en Bretagne, l’IMRO, imprimerie Rouennaise, et LIP, fabrique de montres basée à Besançon.
Dans le milieu artistique, le problème de l’affirmation de soi au sein de la société induit par les évènements de Mai 68 se pose également pour l’art. L’artiste ayant recherché l’affirmation de sa place, se trouve désormais dans une position floue, entre le révolutionnaire et le parasite. On remet en cause son rôle dans la contestation elle-même, et on n’accepte pas nécessairement les formes nouvelles de l’art. Dans le milieu théâtral, les années soixante-dix voient fleurir de jeune troupes collectives, souvent inscrites dans une démarche autant politique qu’esthétique.
Intentions politiques
Les intentions politiques du théâtre de l’Aquarium avec ce spectacle sont, d’une part, de témoigner d’un évènement – les occupations d’usines – et des revendications d’un groupe de personnes, et, d’autre part, de sensibiliser et d’informer le public sur les luttes en cours. Quand bien même la troupe ne se rattache à aucun parti politique particulier, pas plus qu’à un syndicat précis, on peut la considérer comme une troupe militante. Le spectacle véhicule des idéaux clairement de gauche, défend les travailleurs et perpétue les luttes ouvrières.

## Processus de création
Témoignages
Le spectacle La jeune lune tient la vieille lune toute une nuit dans ses bras est né du recueil de divers témoignages auprès des ouvriers de l’IMRO, de LIP, de la CIP et d’une fabrique de chaussures bretonne. Afin d’être au plus près des réalités des ouvriers occupant leurs usines, les comédiens de l’Aquarium ont passé deux semaines sur les lieux de l’occupation. Au contact des ouvriers, ils ont vécu avec eux, les ont suivis tous les jours, durant les manifestations, les assemblées générales, etc. Leur objectif était d’approcher au plus près les difficultés et le mode de vie de ces ouvriers, comme en témoigne Jacques Nichet :
« Les ouvriers nous parlaient de leurs difficultés, de leurs angoisses, de leurs contradictions avec le sourire. Leur dignité allait de pair avec leur humour. […] Sans le savoir, ils écartaient trois démarches théâtrales : la voie mélo-dramatique, héroïque, objectiviste (genre "théâtre du quotidien"). Sachant que nous préparions un spectacle sur leurs luttes, ils nous passaient la commande d’une "comédie" ("surtout de l’humour, que ce soit drôle"), même s’ils ignoraient presque tout du théâtre. »
C’est grâce à cette matière récupérée auprès des ouvriers que le spectacle va voir le jour. Lorsque les comédiens sont revenus, forts de ces témoignages d’ouvriers en grève, ils se sont vus confrontés à la difficulté de les retranscrire théâtralement.
Improvisations
Les hommes et les femmes rencontrés avaient profondément marqué les comédiens ; ils craignaient de trahir la parole qui leur avait été confiée. La difficulté était de trouver le ton juste pour ne pas être pris par la force de chaque expérience individuelle. Il fallait conserver le recul nécessaire à l’analyse. Ne pas caricaturer les ouvriers, ne pas tomber dans le stéréotype et prétendre entrer dans leur peau. Au contraire, il s’agissait de rendre compte de la lutte quotidienne des travailleurs. C’est par l’improvisation qu’ils ont trouvé les biais nécessaires à cette représentation de l’humain oppressé. Ils revenaient sur les échanges qu’ils avaient eus avec les ouvriers, proposaient de petites formes, qui étaient précieusement consignées pour être retravaillées ensuite.
Réécriture
Une fois cette phase d’improvisation terminée, les membres de l’Aquarium se retrouvaient dans un collectif d’écriture. Ce groupe se chargeait de remettre en ordre les scènes improvisées et d’en fixer définitivement le texte. Le spectacle était donc le fruit d’une écriture collective réalisée à partir des improvisations de la compagnie. Néanmoins, Jacques Nichet conservait le dernier regard sur le texte, qu’il avait à charge d’uniformiser.
La dramaturgie très élaborée de La jeune lune tient la vieille lune toute une nuit dans ses bras rend compte des difficultés rencontrées par les comédiens pour retranscrire les témoignages. Beaucoup d’acteurs avaient en effet renoncé à l’idée d’incarner les ouvriers, s’obligeant à inventer de nouvelles formes de parole. Si, par les enquêtes préalables, le théâtre de l’Aquarium introduit le réel au sein du spectacle, il recourt, pour l’évoquer, à des formes très variées.

## Forme
Le spectacle La jeune lune tient la vieille lune toute une nuit dans ses bras n’est pas seulement un témoignage engagé mais bel et bien une création artistique. En effet, les comédiens utilisent diverses techniques de jeu qui permettent une approche poétique du sujet. Ces procédés créent une distanciation : les comédiens ne jouent pas la vie des ouvriers, ils la racontent, ils en témoignent, et la chantent parfois comme dans la « Chanson des patrons très occupés ».
Description
Le théâtre de l’Aquarium nous présente les luttes ouvrières au travers de contes explicatifs. Sur scène évoluent des personnages divers – patrons, O.S, syndicalistes, machines, grille d’usine... – qui racontent leurs histoires de grèves. Au travers de techniques variées, les comédiens livrent un spectacle militant mais poétique. La pièce s’appuie sur une scénographie épurée : le décor ne représente pas l’intérieur d’une usine. Une grande moquette bleue allant jusqu’au fond de la scène délimite l’espace scénique. Les spectateurs sont répartis en rectangle tronqué autour de ce tapis. Les seuls accessoires utilisés par les comédiens sont quelques chaises et des photographies encadrées – pendant la « Chanson des patrons très occupés » – ou encore une charlotte, une casserole, une assiette… Ce sont donc les comédiens, en vêtements de tous les jours, qui évoquent l’usine et les machines par leur jeu, à l’aide de métaphores, paraboles et personnifications. Ce spectacle, composé de plusieurs petits tableaux évoquant des fables ou des contes, ne décrit donc pas banalement la lutte des ouvriers en grève. De cette façon, il oblige le spectateur à être attentif à ce qu’il voit et à y réfléchir.
Rejet de l’identification
Afin de porter à la scène les témoignages recueillis dans les usines, la troupe de l’Aquarium a opté pour une mise à distance entre l’acteur et le personnage de l’ouvrier. En effet, la troupe, lors de la création de ce  spectacle se refusait d’incarner l’ouvrier de manière réaliste, mais avait choisi de le figurer par divers procédés.
Par exemple, au début du spectacle, les comédiens, silencieux, sont installés sur des chaises, pendant qu’une comédienne circule au milieu d’eux. Elle présente l’histoire singulière  de chacun de ces ouvriers, tandis qu’ils restent assis, neutres, impassibles. Le théâtre de l’Aquarium se veut proche du réel ; c’est pour cela qu’ils ont suivi les ouvriers dans leur vie quotidienne. Ils ne souhaitent pas jouer un ouvrier stéréotypé vêtu de son bleu de travail, ou reproduire une usine sur scène, mais porter de vrais témoignages sur scène.
Personnification
L’un des aspects de ce spectacle et de ses méthodes de dénonciation a été l’utilisation de personnifications. Pour ne pas tomber dans le cliché de l’ouvrier en bleu de travail, il ne fallait que peu – ou pas – le représenter sur le plateau.
Au lieu d’ouvriers, sont donc venus s’exprimer une grille d’usine, des machines, criant leur désarroi et leurs réclamations à travers les corps des comédiens.
Les comédiens n’essayaient pas de mimer une grille ou des machines, et n’utilisaient souvent qu’un mouvement répétitif pour marquer leur utilisation d’une personnification. Pour accentuer cette utilisation, la  machine personnifiée était accompagnée d’un autre comédien, qui, lui, jouait un ouvrier avec lequel s’instaurait un dialogue. Un unique comédien interprétait toutes les machines. La personnification s’attardait sur les sentiments des objets, comme l’ennui de la presse, son envie de reprendre le travail, et, en même temps, son refus d’imprimer des tracts pendant la pause du déjeuner par crainte des contremaîtres. Ses gestes s’emballent peu à peu jusqu’à la désorganisation, qui rappelle la déshumanisation par la répétition de gestes mécaniques.
La grille, en revanche, joue seule. Elle raconte ce qu’elle a vu, se pose des questions sur la suite et déprime sur son existence et son inutilité.
Dans plusieurs scènes de la pièce, les comédiens sont également amenés à interpréter des animaux. Par exemple, Bernard Faivre tient le rôle d’une vache franc-comtoise, Rosa, qui soutient les revendications des ouvriers contre la fermeture des usines, contre trois moustiques « technocratiques » qui, eux, soutiennent ces fermetures par des arguments économiques. On peut voir dans cette fable, où les vaches et les moustiques prennent la place des humains pour éclairer le jugement du spectateur, une sorte de parabole.
Parabole
La parabole est en effet un autre des procédés dramaturgiques utilisé par le théâtre de l’Aquarium. Par exemple, pour expliquer la situation des ouvriers d’une usine, Didier Bezace met en scène ses pieds et ses mains, afin de représenter la relation entre la base ouvrière et les dirigeants syndicaux. Par ce moyen, qui s’avère très efficace, l’Aquarium dénonce l’écart qui existe entre les dirigeants syndicaux et les réalités du terrain. Le sujet est détourné afin d’être mieux illustré, mais la parabole est également un moyen de donner une forme poétique au propos.
Les pieds, qui marchent, subissent le poids du reste du corps. À l’inverse, les mains, qui dirigent, imposent les orientations de la lutte, qui sont souvent éloignées des volontés réelles des ouvriers.
Le dysfonctionnement des organisations syndicales est ainsi traité a à la manière d’un conte. Derrière une structure monologique, l’acteur se place lui-même en tant que spectateur. L’attaque est ici traitée avec subtilité, en même temps qu’elle stylise le propos.

## Analyse et contextualisation
Distanciation et politique
Le théâtre de l’Aquarium se définit comme avant-gardiste. Un spectacle ancré dans le temps comme une représentation sensible de sa société. La scène est nue, ce qui induit une certaine subjectivité. Formalisée, elle crée un effet de distance qui favorise l’identification de tout le corps social. Le théâtre de l’Aquarium ne souhaite pas glorifier l’ouvrier, ni entrer dans une démarche naturaliste. Il rejette une mythification du personnage ouvrier. Il refuse également le cliché, car le « stéréotype rend stérile la subjectivité ». Ce qu’il cherche, c’est la restitution d’un vécu sensible, humain.
Le théâtre de l’Aquarium reprend le procédé de distanciation que Bertolt Brecht a théorisé, notamment dans le Petit Organon pour le théâtre. Par des adresses directes au public, ce spectacle remet en question la relation scène/salle. L’acteur n’incarne pas le personnage, mais le montre. Tout est mis en œuvre pour que le public prenne conscience qu’il assiste à un spectacle. Mais, alors que les spectacles de Brecht avaient un aspect dialectique, le théâtre de l’Aquarium présente au spectateur, selon certains critiques, un point de vue orienté.
Critiques
Dans les mois qui suivirent la création du spectacle, plusieurs journalistes exprimèrent leurs avis, invitant ou non les lecteurs à se déplacer à la Cartoucherie. Il est intéressant de voir la réaction de la presse face à ce spectacle innovant, dans le contexte militant des années 1970. Michel Cournot, journaliste au Monde (plutôt socialiste à l’époque), publie le 12 décembre 1976 à la une du journal un éloge du spectacle. L’annonce d’une critique de spectacle en une était, même à l’époque, inhabituelle et montre bien l’importance que le journal a souhaité donner à la pièce. Cournot parle d’un « texte prodigieux », et salue le « naturel stupéfiant » de Didier Bezace. Pour lui, la pièce permet l’élévation du public par une prise de conscience de lui-même et de sa situation :
« La jeune lune…, dont la poésie bouleversera tous les publics, et peut-être avant tout ceux de vingt ans, est une pièce réservée, sobre, sans effets. Sa lumière est intérieure. Sa colère est cachée. Ses yeux sont secs. Pièce faite de touches délicates. Très belle dans son quant-à-soi. »
La critique de Pierre Marcabru, publiée dans Le Figaro, le 10 janvier 1977, paraît aller dans le même sens, en concédant volontiers le caractère militant de la pièce et en reconnaissant la prouesse du théâtre de l’Aquarium. Cependant, cela est dit d’un ton condescendant : « ce gauchisme aimable », « tout est familiarité et amitié ». Le critique ajoute :
« Théâtre de propagande ? C’est certain. Mais qui va parfois plus loin, jusqu’à décrire un paysage social. Et là, pour qui ne partage pas les idées des comédiens anonymes de l’Aquarium, se trouve l’intérêt de la soirée. On y sent battre un cœur à un rythme différent. »
Tout en complimentant la forme, il finit par dénigrer le message politique proposé par la compagnie.
Enfin, Jacques Poulet, que l’on aurait pu croire le plus enjoué face au militantisme de cette pièce, parce qu’il écrit à L’Humanité – rattachée au PCF et à la CGT – n’est absolument pas d’accord. Il trouve que c’est un spectacle à thèse, dépourvu de visée dialectique, où le débat n’a pas sa place.

## Distribution
- Jean-Louis Benoit
- Martine Bertrand
- Didier Bezace
- Thierry Bosc
- Nicole Derlon
- Bernard Faivre
- Jacqueline Henry
- Alain Macé
- Laurence Mayor
- Françoise Mesnier